# Raymond Lainé
Pour les articles homonymes, voir Lainé.
Raymond Lainé, né le 20 mai 1902 à Sancoins (Cher) et mort le 18 décembre 1972 à Sancoins (Cher), est un homme politique français.

## Biographie
Fils d'un commerçant berrichon, il suit des études professionnelles qui le mène au brevet élémentaire, puis au brevet d'enseignement primaire supérieur.
En 1926, il prend la direction de l'entreprise familiale de vente de grains et exploite une huilerie.
Mobilisé en 1940, il est fait prisonnier, puis participe à la Résistance. Déporté en Pologne, il ne revient en France qu'après la Libération. Après la guerre, il s'investit dans les associations d'anciens combattants et prisonniers de guerre.
Malgré l'expansion du domaine d'activité de son entreprise à l'épicerie de gros et à la vente d'aliments pour bétail, ses affaires ne marchent pas très bien. C'est sans doute ce qui le conduit à s'investir au sein de l'Union de défense des commerçants et artisans, dès sa fondation en 1953. Il est élu président départemental de ce mouvement dans le Cher.
Logiquement, il prend la tête de la liste poujadiste pour les élections législatives de 1956. Avec 12,6 % des voix, il est élu député et siège au sein du groupe Union et fraternité française.
Bien que n'ayant pas montré de désaccord avec les positions poujadistes à l'assemblée, il rejoint en juillet 1957 le groupe paysan.
Candidat à sa réélection en 1958, il est battu. Ses tentatives suivantes pour retrouver un siège de parlementaire (sénatoriales de 1959, législatives de 1962) se soldent elles aussi par un échec.
Il abandonne alors la vie politique, puis prend sa retraite professionnelle en 1965.

## Détail des fonctions et des mandats
Mandat parlementaire
- 2 janvier 1956 - 8 décembre 1958 : Député du Cher